# Shorea tumbuggaia
Shorea tumbuggaia är en tvåhjärtbladig växtart som beskrevs av William Roxburgh. Shorea tumbuggaia ingår i släktet Shorea och familjen Dipterocarpaceae. Inga underarter finns listade i Catalogue of Life.